# شادقلعه
شاد قلعهروستایی است از توابع شهرستان کمیجان در استان مرکزی. این روستا در دهستان خسروبیگ این شهرستان قرار دارد.

## مشخصات منطقه ای
روستای شاد قلعه طبق تقسیمات اخیر کشوری، ازتوابع دهستان خسروبیگ و بخش میلاجرد شهرستان کمیجان می‌باشد. این روستا بامختصات جغرافیایی ۴۹ درجه و ۳۴ دقیقه طول شرقی و ۵۷ درجه و ۴۳ دقیقه عرض شمالی در شمال غربی استان مرکزی قراردارد. فاصله روستای شاد قلعه تا مرکز شهرستان - کیلومتر می‌باشد.

## جمعیت
طبق سرشماری مرکز آمار ایران، جمعیت شاد قلعه در سال ۱۳۸۵ برابر با - نفر بوده است. این روستا - خانوار دارد.